# See the Day
See the Day è un singolo della cantautrice britannica Dee C. Lee, estratto nel 1985 dall'album Shrine. Nel 2005 le Girls Aloud hanno realizzato una cover della canzone.

## Tracce
7" single 

A - See the Day 

B - The Paris Match
12" single 

A1 - See the Day 

A2 - The Paris Match 

B1 - Luck [live version] 

B2 - Don't Do It Baby [remix]

## Classifiche
| Classifica (1985)    | Posizione raggiunta |
| -------------------- | ------------------- |
| UK Singles Chart     | 3                   |
| Dutch Singles Chart  | 36                  |
| German Singles Chart | 36                  |

## Versione delle Girls Aloud
See the Day è il terzo singolo estratto dal terzo album del gruppo musicale pop britannico Girls Aloud, Chemistry. Il singolo è stato pubblicato il 19 dicembre 2005 dall'etichetta discografica Polydor, appena cinque settimane dopo il precedente Biology. Al tempo, il singolo risultò essere il più basso in classifica tra quelli pubblicati dal gruppo, con la sua nona posizione. Ha trascorso solo sei settimane nella classifica dei singoli britannica.
La versione delle Girls Aloud è stata prodotta, come di consueto per le canzoni del gruppo, da Brian Higgins e gli Xenomania. In alcune versioni del singolo erano incluse la canzone It's Magic, già traccia dell'album e cantata dalla sola Nicola Roberts, componente del gruppo, I Don't Really Hate You e un medley di canzoni dell'album.

### Tracce e formati
UK CD1 (Polydor / 9875964)
1. See the Day — 4:04
2. It's Magic — 3:52

UK CD2 (Polydor / 9875965)
1. See the Day — 4:04
2. I Don't Really Hate You — 3:38
3. See the Day (Soundhouse Masterblaster Mix) — 5:02
4. Chemistry Album Medley — 3:08
5. See the Day (Video) — 3:29
6. See the Day (Karaoke Video) — 3:29
7. See the Day (Game)
8. See the Day (Ringtone)

### Classifiche
| Classifica (2006) | Posizione raggiunta |
| ----------------- | ------------------- |
| Regno Unito       | 9                   |
| Irlanda           | 14                  |